# Пісківка (річка)
Піщанка — річка в Україні, в межах Бучанського району Київської області. Права притока Тетерева (басейн Дніпра).
Довжина 18 км.
Бере початок на південь від села Нова Буда. Тече на північний захід (у напрямку Житомирської області). Впадає до Тетерева біля західної частини селища Пісківка.
Річка становить важливе місце в розвитку та веденню господарства. Тут присутні численні види риб, околиці (в межах лісового масиву) населяють різноманітні тварини.

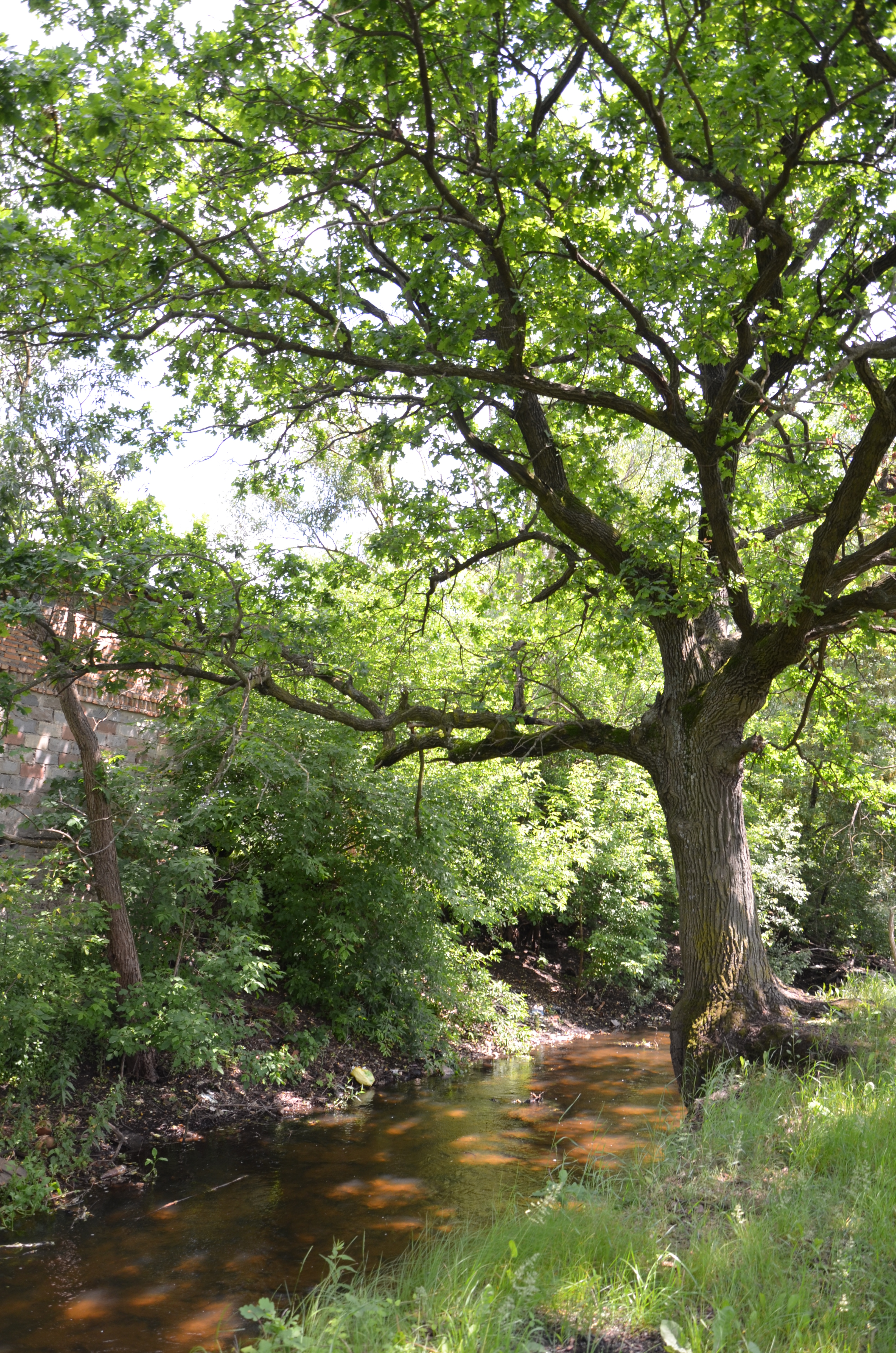
Річка Піщанка біля селища Пісківка
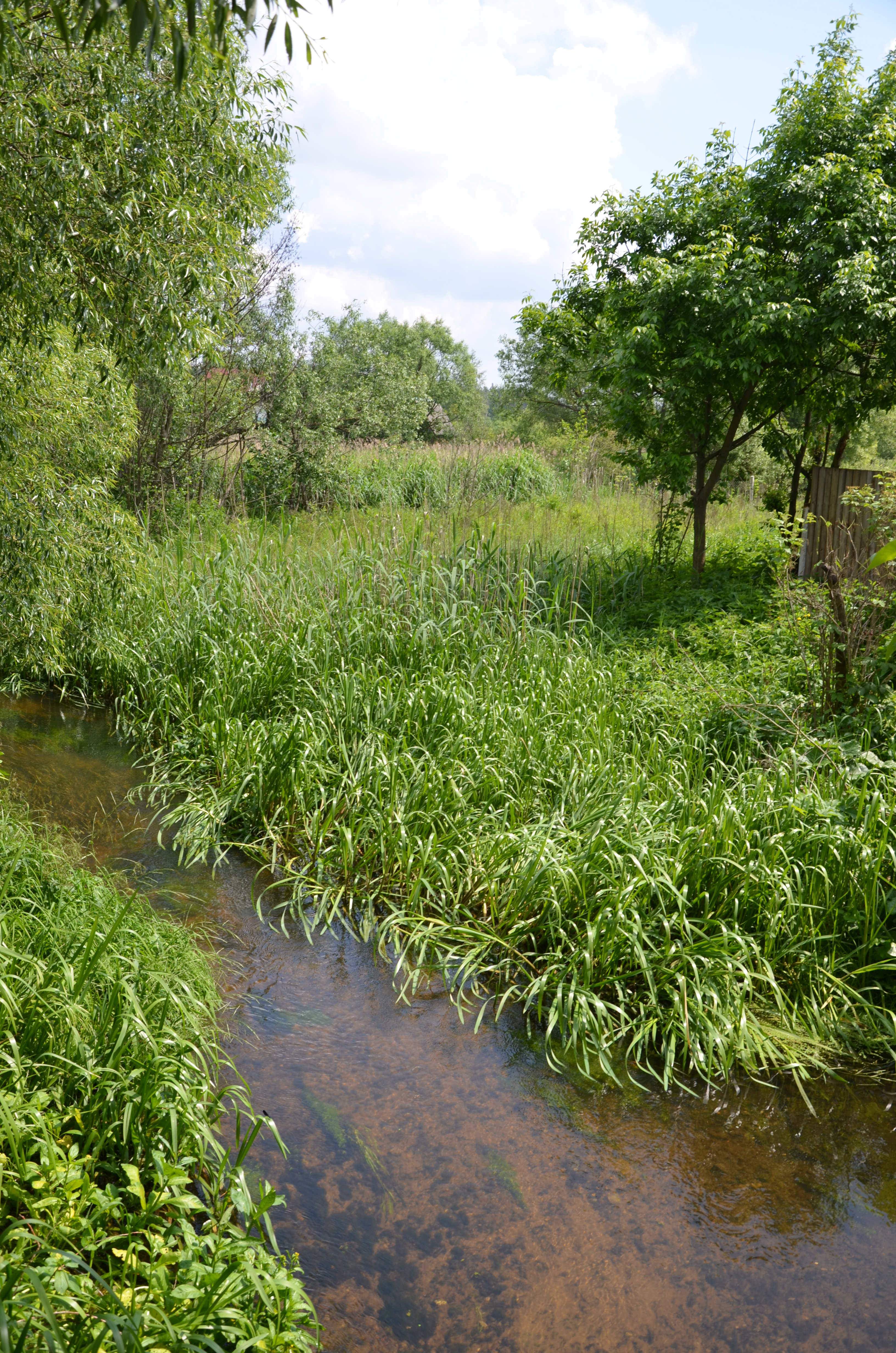
Річка Піщанка біля селища Пісківка